# Nosocomephobie
Ne doit pas être confondu avec Nosophobie.
La nosocomephobie (construit à partir des mots grecs νοσοκομεῖον / nosokomeion, « hôpital » et φόβος / phobos, « peur ») désigne une phobie des hôpitaux, cliniques et centres de soin en général,,.

## Description de cette phobie
Les hôpitaux sont des lieux où les gens sont malades et donc où les maladies et les germes se retrouvent continuellement. C’est ce qui cause la crainte chez les personnes atteintes de nosocomephobie. Les personnes atteintes de nosocomephobie vont aussi éviter les cliniques médicales et tous les autres lieux qui peuvent avoir un rapport à la médecine. Les personnes touchées se sentent impuissantes et hors de contrôle dans tous les lieux médicaux et vont la plupart du temps éviter tous les services médicaux possibles. Vous êtes plus susceptibles de développer de la nosocomephobie si vous avez vécu une hospitalisation pour un problème de santé grave, si un de vos proches est décédé dans ce même hôpital, ou si vous avez des phobies liées a la nosocomephobie comme par exemple la peur des médecins, du fait d’être malade, ou d’avoir à subir une chirurgie. Cette phobie peut aussi parfois être associée à la Nécrophobie qui est une phobie liée au fait d’avoir peur de la mort ou de tout ce qui peut être lié à la mort, par exemple dans le fait d’être devant un cadavre ou une tombe ou dans des lieux comme des cimetières ou des salons funéraires. Les personnes atteintes de nosocomephobie peuvent avoir besoin de psychothérapie surtout si leur phobie persiste au point d’éviter les hospitalisations ou les soins de santé qui s’avèrent être très importants pour leur vie,,,.